# Алони, Михаэль
Михаэ́ль Марк Ало́ни (ивр. מיכאל אלוני‎; род. 30 января 1984, Тель-Авив, Израиль) — израильский актёр, режиссёр, писатель и телеведущий.

## Ранние годы
Алони родился в Тель-Авиве (по другим данным — в Каире) в светской еврейской семье. Его мать — юрист, а отец — аудитор. Во время военной службы он служил командиром на курсе «Марва» программы «Гадна» Службы образования и молодёжи Армии обороны Израиля.
С 2006 по 2009 год он изучал актёрское мастерство в студии Nissan Nativ Acting Studio. Также был моделью в ряде рекламных кампаний.

## Карьера в медиа
Алони известен по ролям в фильмах «Штисель», «Вне тьмы» и сериале 2017—2018 годов «Когда герои летают», продюсером которого выступила компания «Кешет». В апреле 2018 года сериал «Когда герои летают» удостоился приза в номинации «Лучший драматический сериал» на Международном фестивале телевизионных программ в Каннах Canneseries. Алони также ведёт популярное реалити-шоу «Голос Израиля» (The Voice Israel). Он получил роль Габриэля в «Королеве красоты Иерусалима».

## Фильмография
| Год             | Заголовок                   | Роль                                      | Заметки                                              |
| --------------- | --------------------------- | ----------------------------------------- | ---------------------------------------------------- |
| 2005-2007 гг.   | Ха-Шминия                   | Адам Халеви                               | Серия регулярная                                     |
| 2006 г.         | Вне поля зрения             | Спасатель Томер                           | Оригинальное название: Lemarit Ain                   |
| 2006 г.         | Ха-Алуфа                    | Эдди Франко                               | 2 серии                                              |
| 2009 г.         | Разорение                   | Бен                                       |                                                      |
| 2010            | проникновение               | Бенни                                     | Оригинальное название: Hitganvut Yehidim             |
| 2011            | Полицейский                 | Натанаэль                                 | Оригинальное название: Ha-shoter                     |
| 2012            | Кешет Бинан                 |                                           | короткий                                             |
| 2012            | В темноте                   | Рой Шаффер                                |                                                      |
| 2013            | Место на небесах            | француз                                   | Оригинальное название: Маком бэГан Эден              |
| 2013-2016, 2020 | Штисель                     | Акива Штисель                             | Серия регулярная                                     |
| 2014            | Держите это круто           | Ури                                       | короткий                                             |
| 2014            | Шоврей Галим                | Ноам                                      | 2 серии                                              |
| 2016            | Антенна                     |                                           |                                                      |
| 2016            | ясно                        |                                           | короткий                                             |
| 2017            | Друзья Наора                | Раз Хита                                  | Эпизод № 4.10                                        |
| 2017            | Метим ЛеРега                | Лев Александр                             | Эпизод № 2.1                                         |
| 2017            | А потом она прибыла         | Дэн                                       | Оригинальное название: VeAz Hi Hegiaa                |
| 2018            | Девственницы                | Журналистка                               |                                                      |
| 2018            | Когда герои летают          | Дотан «Гимлер» Фридман                    | Серия регулярная                                     |
| 2019            | Счастливые времена          | Майкл                                     | Послепроизводственный этап                           |
| 2019            | Наши мальчики               | Ицик                                      |                                                      |
| 2019-2020       | Тепличная академия          | Клиент/Джейсон Осмонд (версия альтер эго) | сезоны 3 и 4                                         |
| 2021            | Сцены из супружеской жизни  | Поли                                      | Эпизод: «Посреди ночи, в тёмном доме, где-то в мире» |
| 2021-2022 гг.   | Королева красоты Иерусалима | Габриэль                                  |                                                      |

## Критика
На Метакритике:
- Average career score: 	74
  - Highest Metascore: 	79 	«Полицейский» («Policeman»)
  - Lowest Metascore: 	69 	«Вне тьмы» («Out in the Dark»)[6].